# Betty Smit
Albertine Janine (Betty) Smit (Zwolle, 1 november 1943) is een Nederlandse zendelinge die het grootste deel van haar leven in Brazilië werkzaam is.

## Levensloop
Smit groeide op binnen de Nederlands Hervormde Kerk. Na de huishoudschool en een opleiding als kinderverzorgster werkte ze in kindertehuizen en als sociaal werkster in Winschoten. Tijdens een cursus op de William Booth-kweekschool van het Leger des Heils kwam ze in aanraking met een pinkstergemeente in Stadskanaal. Ze bezocht daar verschillende diensten en dit had grote gevolgen voor haar persoonlijke geloofsleven.
Op 23-jarige leeftijd ging zij de zending in. Ze werkte in Brazilië in een kindertehuis, maar het werk was zwaar, en enkele jaren later keerde ze terug naar Nederland. Bij terugkomst in Nederland las ze het boek Het land dat God vergat van Anthony van Kampen. Daarin wordt verhaald over de grote nood die heerste onder de bewoners van het Amazonegebied. Zo was er veel ziekte. Smit voelde zich hierop geroepen om opnieuw naar Brazilië te gaan en onder die volken het evangelie te verkondigen.
In Nederland kreeg Smit landelijke bekendheid door een tv-uitzending van Jan van Hillo bij de NCRV. Zij haalde daarna een half miljoen gulden op voor haar werk. Met het geld kon ze zich onder meer een boot veroorloven om de indianen makkelijker te kunnen bezoeken. Een jaar later verscheen het boek Betty Smit, freelance voor God van Van Kampen.
Smit trouwde in 1977 met de Braziliaanse arts Josè De Almeida Pimenta. Het echtpaar woont in Brazilië, in de omgeving van Manaus. Het werk gebeurt onder de vlag van Stichting Zending Amazones. Sinds 1985 richt het echtpaar zich op verslaafdenzorg. In 1993 werd er ook met een opvanghuis voor zwerfkinderen gestart.
In 1980 waren Smit en haar stichting onderwerp van een fraude-onderzoek wegens mogelijk misbruik van gelden. Tot een rechtszaak is het nooit gekomen.